# رابرت هالنهورست
رابرت هالنهورست (انگلیسی: Robert Hollenhorst؛ ‏ ۱۲ اوت ۱۹۱۳ – ۱۰ ژانویهٔ ۲۰۰۸) چشم‌پزشک اهل ایالات متحده آمریکا بود که بابت توصیف پلاک‌های هالنهورست شناخته می‌شود. وی پس از اتمام تحصیلات پزشکی و آغاز جنگ جهانی دوم در گینه نو و فیلیپین خدمت کرد و نشان ستاره برنزی دریافت کرد. سپس برای ادامهٔ تحصیلات به مایو کلینیک رفت و پژوهش‌هایش منجر به توصیف پلاک‌های کلسترول در رگ‌های خونی شبکیه شد که نشان‌دهنده تصلب شرایین و افزایش خطر سکته مغزی است.